# Ла-Унион-де-Исидоро-Монтес-де-Ока
Ла-Унион-де-Исидоро-Монтес-де-Ока (исп. La Unión de Isidoro Montes de Oca) — муниципалитет в Мексике, входит в штат Герреро. Население 25.230 человек.